# Rodolfo Bay Wright
Rodolfo Bay Wright (Cadis, 1910 - Palma, 2000), va ser un pilot d'aviació civil i fundador de la companyia aèria Spantax.

## Biografia
Fill de Carlos Cordt Bay Götzsche, cònsol general de Suècia i Dinamarca a Cadis, des de molt jove es va mostrar interessat en l'aviació. Amb 19 anys va aconseguir la llicència per pilotar un avió, començant a volar amb assiduïtat per sobre de la seva ciutat natal.
El 1930 va començar a treballar per la companyia Iberia, on hi va estar fins al 1967. Durant la Guerra Civil espanyola va lluitar al bàndol nacional com a pilot d'hidroavió, concretament a l'esquadró de la base de Pollença, sota comandament de Ramón Franco, a qui acompanyava en un altre aparell quan aquest va patir l'accident que li va costar la vida. Amb més de 35.000 hores de vol, més de 1.200 travessies a l'oceà Atlàntic i 12 milions de quilòmetres volats, va compatibilitzar la presidència de la companyia Spantax, que havia fundat conjuntament amb Marta Estades Sáez el 6 d'octubre de 1959, amb el comandament dels aleshores moderns aparells Convair 990.
La seva companyia es va convertir, a mitjans dels anys 70 del segle xx, en la segona aerolínia xàrter d'Europa; no obstant, la crisi del petroli de 1979, sumat a una flota de CV-990 ja obsoleta, van precipitar l'empresa de Bay Wright cap a la fallida. L'accident del Vol 995 de Spantax, el setembre del 1982, un McDonnell Douglas DC-10 amb matrícula EC-DEG, a Màlaga, que va provocar més de 50 víctimes mortals, va acabar d'enfonsar la companyia.
Va deixar la presidència de Spantax a finals del 1986, tot i que els nous dirigents tampoc van aconseguir millorar la situació, cessant les activitats el 29 de març del 1988. El 1992 va morir el seu fill primogènit, Rodolfo Bay Alfageme, també pilot de l'Spantax, en un accident d'automòbil a prop de Santa Maria del Camí (Mallorca).